# Stand by for Pain
| Recensione | Giudizio |
| ---------- | -------- |
| AllMusic   |          |

Stand by for Pain è il secondo album della band Widowmaker prodotto dalla casa discografica Music for Nations nel 1994.

L'edizione giapponese dell'album contiene la bonus track Dying to Live.

## Tracce
1. Killing Time – 4:26
2. Long Gone – 4:08
3. Protect and Serve – 3:58
4. Ready to Fall – 3:49
5. Circles – 4:15
6. Stand by for Pain – 5:52
7. Just Business – 4:03
8. The Iron Road – 4:24
9. Bad Rain – 4:43
10. Your Sorrow – 4:09
11. Cry a Dying Man's Tears – 4:39
12. All Things Must Change – 5:00

## Formazione
- Dee Snider - voce
- Al Pitrelli - chitarra
- Marc Russel - basso
- Joey "Seven" Franco - batteria